# Prunus albicaulis
Prunus albicaulis är en rosväxtart som beskrevs av Joseph Friedrich Nicolaus Bornmüller. Prunus albicaulis ingår i släktet prunusar, och familjen rosväxter. Inga underarter finns listade i Catalogue of Life.